# DJ 제오의 클럽뮤직 3281
DJ 제오의 클럽뮤직 3281은 iTV 경인방송의 라디오 채널 iTV iFM에서 2004년 7월 5일부터 2004년 12월 30일까지 5개월간 방송했던 심야 댄스 음악 전문 라디오 프로그램이다.
DJ는 제오이며, 방송시간은 매일 새벽 2시부터 새벽 3시까지이다.
| iTV iFM             |                         |                          |
| 이전                | DJ 제오의 클럽뮤직 3281 | 다음                     |
| 조진영의 음악이야기 | DJ 제오의 클럽뮤직 3281 | Non Stop Music Parade    |
| 밤 12시 ~ 새벽 2시  | 새벽 2시 ~ 새벽 3시     | 새벽 3시 ~ 새벽 5시 55분 |
|                     |                         |                          |